# King of Pain
King of Pain ist ein Lied der englischen Rockband The Police, das als letzte Single aus ihrem fünften und letzten Studioalbum Synchronicity 1983 veröffentlicht wurde. Es wurde von Sting nach der Trennung von seiner ersten Frau geschrieben. A&M Records veröffentlichte King of Pain als vierte Single des Albums in Großbritannien; in vielen anderen Ländern wurde es als zweite Single veröffentlicht.
Das Lied wurde mehrfach gecovert, so 1999 von Alanis Morissette für ihr MTV-Unplugged-Album.

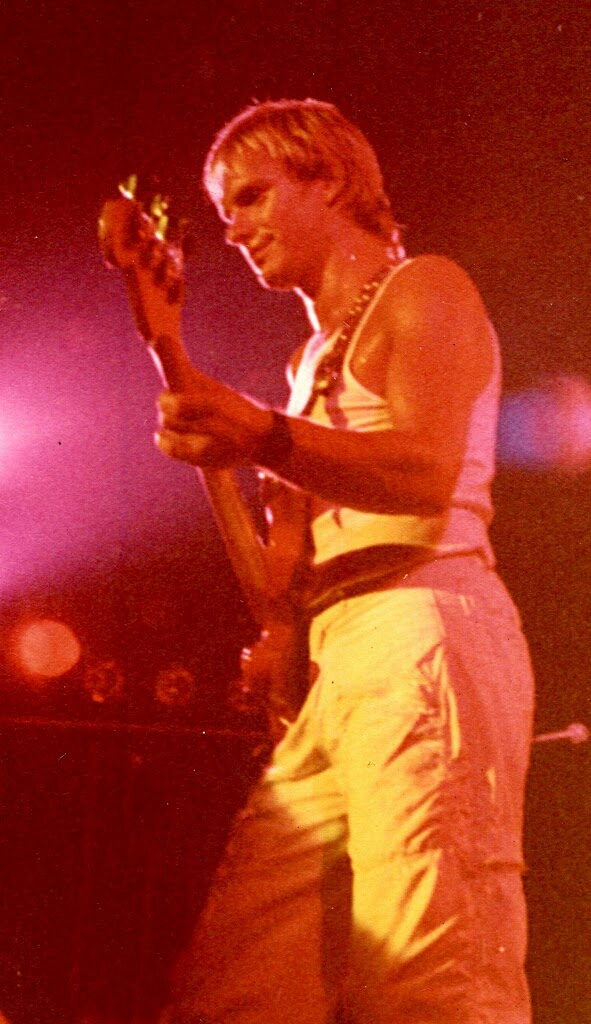
Sting (1980)

## Komposition und Text
King of Pain wurde von Sting geschrieben. Der Song wurde durch Stings gerade erlebte Trennung von seiner ersten Frau inspiriert. Er sagte dazu:

„Ich beschwor Symbole des Schmerzes herauf und brachte sie mit meiner Seele in Verbindung. Ein schwarzer Fleck auf der Sonne erschien mir als ein sehr schmerzhaftes Bild, und ich hatte das Gefühl, dass das meine Seele auf der Sonne war. Man projiziert einfach seinen Zustand in die Welt der Symbolik, und darum geht es in der Poesie eigentlich.“

„Eigentlich war es etwas, das ich sagte. Ich hatte mich gerade von meiner ersten Frau getrennt – eine sehr schmerzhafte Trennung – und ich ging nach Jamaika, um zu versuchen, mich zusammenzureißen. Ich hatte das Glück, nach Jamaika gehen zu können, muss ich sagen, und wohnte in diesem schönen Haus und schaute eines Tages in die Sonne. Ich war mit Trudie zusammen, die heute meine Frau ist, und sagte: ‚Sieh mal, da ist heute ein kleiner schwarzer Fleck auf der Sonne‘. Und es gab eine Pause. Ich sagte: ‚Das ist meine Seele da oben‘. Ich war voll von Übertreibungen. Das habe ich gesagt! Ich ging wieder rein und schrieb es auf einen Zettel und schrieb noch ein paar andere Sachen.“

## Produktion
Die Produktion wurde von The Police und Hugh Padgham übernommen. Hugh Padgham erinnert sich, dass dieser Song während der Mischphase stark umgestaltet und bearbeitet wurde:

„Ich erinnere mich an diesen einen Song auf Synchronicity, der King of Pain hieß und bei dem im Grunde alles durcheinander war. Wenn man ihn sich jetzt anhört, ist er sehr reduziert…. Ich erinnere mich noch sehr gut daran, wie ich eines Tages mit Sting zusammensaß, als wir mischten, und [Sting] sagte: ‚Das ist Scheiße‘, und ich sagte: ‚Ich glaube, du hast wahrscheinlich recht.‘ Im Hinterkopf habe ich immer, dass ich versuche, die Dinge einfach zu halten…“

Die Song-Einleitung mit Klavier und Gesang wurde an einem anderen Tag aufgenommen und in den Hauptsong hineingeschnitten.

## Charts und Chartplatzierungen
| ChartsChartplatzierungen       | Höchstplatzierung | Wochen |
| ------------------------------ | ----------------- | ------ |
| Deutschland (GfK)              | 57 (4 Wo.)        | 4      |
| Vereinigtes Königreich (OCC)   | 17 (5 Wo.)        | 5      |
| Vereinigte Staaten (Billboard) | 3 (16 Wo.)        | 16     |